# Dan Hardy
Dan Hardy, właśc. Daniel Mark Hardy (ur. 17 maja 1982 w Nottingham) – brytyjski zawodnik mieszanych sztuk walki (MMA). Były trzykrotny mistrz Cage Warriors w wadze półśredniej (2005, 2006) i lekkopółśredniej (2006). W latach 2008–2012 związany z UFC. Posiadacz czarnego pasa w taekwondo.

## Mieszane sztuki walki
W MMA zadebiutował 6 czerwca 2004 przegrywając z Lee Doskim przez poddanie. Od 2004 do 2006 walczył głównie na galach Cage Warriors, gdzie zdobył m.in. mistrzostwo tej organizacji w wadze półśredniej (CWFC 18: 25 listopada 2005) oraz lekkopółśredniej (CWFC 27: 9 grudnia 2006). W 2007 doszedł do finału turnieju Cage Force który odbywał się w Tokio. Hardy w finale został zdyskwalifikowany za kopnięcie poniżej pasa Yoshiyuki Yoshidy. 19 kwietnia 2008 ponownie został mistrzem Cage Warriors w wadze półśredniej unifikując tytuł lekkopółśredni w walce z Chadem Reinerem. 3 maja 2008 znokautował Niemca Daniela Weichela po czym podpisał kontrakt z UFC.
Jeszcze w tym samym roku, w październiku zadebiutował w amerykańskiej organizacji pokonując na punkty japońską gwiazdę MMA Akihiro Gōno. Do końca 2009 stoczył trzy zwycięskie pojedynki w tym z Mikiem Swickieem w eliminatorze do walki o pas po czym otrzymał szansę stoczenia pojedynku mistrzowskiego z Kanadyjczykiem Georges’em St-Pierre’em stając się również pierwszym pretendentem do pasa UFC pochodzącym z Wielkiej Brytanii. Do walki doszło 27 marca 2010. Hardy przegrał z Kanadyjczykiem bezsprzecznie na punkty. Przegrana z St-Pierre’em rozpoczęła serię czterech porażek kolejno z Carlosem Conditem (UFC 120), Anthonym Johnsonem (UFC Fight Night: Nogueira vs. Davis) i Chrisem Lytle’em (UFC Live: Hardy vs. Lytle). Zwycięską niemoc przełamał 26 maja 2012 nokautując Duanea Ludwiga.
Ostatnią walkę w UFC oraz w karierze stoczył 29 września 2012 pokonując Amira Sadollaha. Z powodów zdrowotnych (stwierdzono u niego Zespół Wolffa-Parkinsona-White’a) został zmuszony zakończyć karierę zawodniczą w 2013 roku. Aktualnie jest jednym z komentatorów gal UFC.

## Osiągnięcia
- 2005-2006 i 2008: Cage Warriors – dwukrotny mistrz w wadze półśredniej (-77 kg)
- 2007: Cage Force – finalista turnieju wagi półśredniej
- 2006-2008: Cage Warriors – mistrz w wadze lekkopółśredniej (73 kg)